# L'Inconnu de Shandigor
Pour plus de détails, voir Fiche technique et Distribution.
L'Inconnu de Shandigor est un film d'espionnage et de science fiction suisse, sorte de parodie de ces genres, réalisé par Jean-Louis Roy et sorti en 1967. Ce film, présenté au Festival de Cannes et, avec La Lune avec les dents, de Michel Soutter, au Festival de Locarno en 1967, selon la critique de l'époque "démontre la possibilité d'un cinéma suisse de qualité".   

## Synopsis
Von Krantz, savant infirme à demi fou, a inventé l'Annulator, procédé capable de désamorcer les armes nucléaires, ce qui ne manque pas de susciter la convoitise de puissants États (les États-Unis et la Russie) comme d'étranges organisations (les Chauves et les Asiatiques de Soleil Noir-Orient). La demeure de Krantz, véritable bunker protégé par un terrifiant système anti intrusion, est bientôt cernée par des espions de tout poil. Sa fille Sylvaine et son assistant Yvan sont enlevés pour servir de monnaies d'échange aux assaillants impatients de s'approprier les plans du fantastique Annulator.   

## Fiche technique
- Titre original : L'Inconnu de Shandigor
- Réalisation : Jean-Louis Roy
- Scénario : Jean-Louis Roy
- Montage : Françoise Gentet[2]
- Dialogues : Gabriel Arout
- Musique : Serge Gainsbourg, Alphonse Roy
- Chanson : Bye-bye Mister Spy, paroles, musique et interprétation par Serge Gainsbourg[3], orgue et orchestration Maurice Vander[4]
- Photographie : Roger Bimpage
- Pays d'origine :  Suisse
- Langue de tournage : français
- Producteur : Gabriel Arout
- Société de production : Frajea Film (Suisse)
- Société de distribution : Image Distribution
- Format : noir et blanc — 35 mm — son monophonique
- Genre : film fantastique, film d'espionnage
- Durée : 95 minutes
- Dates de sortie :  1967 au Festival de Cannes, 17 juillet 1968 dans les salles
- Classification CNC : interdit aux –12 ans (visa no 34255 délivré le 27 mars 1968)[5]

## Distribution
- Marie-France Boyer : Sylvaine
- Daniel Emilfork : Von Krantz
- Howard Vernon : Yvan
- Ben Carruthers : Manuel
- Jacques Dufilho : Shoskatovich, chef des Russes
- Serge Gainsbourg : le chef des Chauves
- Jacqueline Danno : Esther

## Production

### Casting
Daniel Emilfork endosse déjà un rôle de savant fou handicapé, celui de « Krantz », 28 ans avant d'incarner « Krank », un autre savant handicapé (incapable de rêver) devenu de ce fait le démoniaque voleur de rêves de La Cité des enfants perdus de Jean-Pierre Jeunet (1995). Krank est une référence directe et un hommage au personnage de Jean-Louis Roy.

### Tournage
Les extérieurs ont été en partie tournés à la « Villa Bertrand » à Cointe (Liège, Belgique). Celle-ci fut détruite peu après et remplacée par une surface commerciale dès 1968,.
Des scènes ont également été tournées en Espagne, au parc Güell et à la Pedrera de Barcelone,, devant la Gordanne, à Perroy, mais surtout à Genève: notamment aux Bains des Pâquis, devant le Mur des Réformateurs, au Parc de la Roseraie, au Musée d'art et d'Histoire, devant la Poste du Mont-Blanc, la Maison du Paon, l'Hôtel Intercontinental, le Bowling de Plainpalais, les Tours de Carouge, le cimetière St-Georges, à la gare de Cornavin, à l'aéroport de Cointrin, peut-être les citernes de Vernier, etc. Les lieux sont choisis soit pour leur style pseudo-futuriste /la maison de Von Krantz, les Tours de Carouge), voire déshumanisante (l'usine où apparaît l'armée secrète, les citernes et leur tuyauterie), soit au contraire pour leur incarnation des pouvoirs en place (architecture imposante du Musée, de la Poste, du cimetière, de la Gordanne), soit encore pour des connotations fantastiques (les cheminées de Gaudi). Les cadrages et la lumière transfigurent ces lieux urbains familiers, et ces architectures deviennent des personnages.   

## Analyse
Centré sur des personnages de savant fou et d'espions, le film joue avec les clichés du genre, comme de ceux du fantastique et de la série B (le monstre caché dans la piscine, la torture), à la fois comme citation et comme parodie. Il a été décrit comme "une sorte de James Bond revu par Dürrenmatt".
Le style va chercher du côté de l'expressionnisme et de la bande dessinée et du fantastique, tirant même vers le burlesque (la scène du cours de déguisement des espions), avec un souci esthétique constant, malgré des moyens très simples. Le choix des acteurs, connotés par leurs rôles antérieurs (Howard Vernon, Daniel Emilfork), comme la musique d'Alphonse Roy, père du réalisateur, et de Gainsbourg, visent au même effet de citations parodiques, de même que celui des objets et des lieux de tournage. L'Annulator, découverte du savant fou Von Krantz, fonctionne comme un MacGuffin.
Freddy Buache, ancien directeur de la Cinémathèque Suisse et critique de cinéma, le décrit ainsi: "Cette mosaïque d’intrigues manifeste ouvertement le refus de jouer le jeu du suspense ou du romanesque linéaire: le sujet se déplace et c’est au cœur de la poésie que nous trouvons son centre de gravité. Roy, comme Franju, nous emmène au bord du réalisme fantastique et, parfois, comme Stanley Donen, il fait virer l’action du côté du ballet".
Le contexte de la guerre froide est omniprésent, avec la présence des Soviétiques et des Américains, dont la représentation est volontiers caricaturale (Dufilho se cachant derrière la Pravda, accompagné d'une fillette, ou en sadique torturant l'assistant de Von Krantz à la musique rock et aux lumières stroboscopiques, les Américains avec leurs lunettes de soleil), mais aussi dans le scénario. Alors que tout le film se déroule dans une logique d'enfermement (la maison-prison de Von Krantz, les caves secrètes, l'enfermement de l'affrontement sans fin des nations), l'échappée de Sylvaine, la fille du savant fou qui parvient à prendre la fuite et à rejoindre son amant (thèmes de la liberté et de l'amour, avec le bord de mer représentant l'ouverture) se retourne (au sens propre avec le mouvement de caméra) et se referme dans le plan des retrouvailles finales, lorsque le spectateur découvre que l'amant appartient à l'une des sectes toutes puissantes qui cherchaient à s'emparer de l'Annulator, et qu'il n'y a donc pas d'espace qui échappe à cette guerre,,. 
Dans sa chanson Bye-bye Mister Spy, Gainsbourg joue comme à son habitude sur les sonorités et les doubles sens des mots clés: "spy" et "bye bye", "Mister" et "Mystère", le "bal du mal", intelligence au sens propre et à celui "d'accord secret" ou de "relations secrètes". La scène de l'embaumement, avec les candélabres dégoulinants, et le sourire macabre de l'embaumé, va chercher du côté des films de vampires et du démoniaque. Le Bal du mal, et sa référence à l'enfer, était l'un des titres possibles du film, avec Atomic-mac.

## Distinctions
- Festival de Cannes 1967 : sélection officielle en compétition.
- Festival de Locarno 1967: recommandation du Jury des Jeunes[17].

## Vidéo
Le Groupe 5, Cinémathèque suisse et Radio télévision suisse, 2016, coffret 3 DVD + livret de 96 pages, 600 minutes (10 heures) [présentation en ligne] : les DVD rassemblent deux longs métrages, L'Inconnu de Shandigor de Jean-Louis Roy (restauration 4K) et Les Arpenteurs de Michel Soutter (DVD 1), et 3 moyens métrages documentaires, Les Motards de Claude Goretta, Docteur B, médecin de campagne d'Alain Tanner et La Dernière Campagne de Robert Kennedy de Jean-Jacques Lagrange (DVD 2) + bonus, portraits des 5 cinéastes, making-of de L'Inconnu de Shandigor, interviewes, etc. (DVD 3).